# Riamori (Ort, Bereleu)
Riamori ist eine osttimoresische Siedlung im Suco Bereleu (Verwaltungsamt Lequidoe, Gemeinde Aileu).

## Geographie
Riamori bildet keine geschlossene Siedlung, sondern besteht aus einer Reihe von einzeln stehenden Gehöften und Häusern, die sich in der Aldeia Riamori verteilen. Das Ortszentrum bilden ein paar Häuser, westlich des Zentrums der Aldeia auf einer Meereshöhe von 918 m. Nur einfache Wege führen in die Aldeia, Straßen fehlen. Auch gibt es für die wenigen Einwohner keine öffentlichen Einrichtungen.